# Hans Claesson Kyle
Hans Claesson Kyle, född 25 september 1605 på Frötuna gård, död 2 februari 1659, var en svensk militär och ämbetsman. 

## Biografi
År 1626 blev Kyle kapten vid Västmanlands regemente och 1629 överstelöjtnant vid Upplands regemente. Den 1 augusti 1631 utnämndes han till överste och chef för Österbottens regemente. År 1642 blev han landshövding över södra prosteriet i Österbotten i Vasa län och 1648 tillika landshövding över Uleåborg och även det norra prosteriet. Han erhöll avsked den 24 november 1650. 
Under trettioåriga kriget förde han i slutet på augusti 1631 över Österbottens infanteriregemente till norra Tyskland. Hans Kyles sätesgård var Frötuna gård i Rasbo socken i Uppland, medan hans tjänstebostad för uppdraget som landshövding fram till 1647 var Korsholms kungsgård.

### Familj
Kyle gifte sig första gången 30 maj 1626 i Stockholm med friherrinnan Vendela Skytte (1608–1629). Hon var dotter till riksrådet Johan Skytte och Maria Jakobsdotter Näf. De fick tillsammans barnen Maria Kyle (1627–1697) som var gift med landshövdingen Thure Ribbing och presidenten Axel Stålarm, Hillevi Kyla (1628–1641) och Hedvig Margareta Kyle (född 1629).
Kyle gifte sig andra gången 1633 i Mecklenburg med Elisabet Catharina von der Lühe (1617–1675). Hon var dotter till Vicke von der Lühe och Catharina von Maltzan. De fick tillsammans barnen Claes Kyle (död 1637), Didrik Kyle (1638–1659), Catharina Kyle (1642–1699) som var gift med majoren Mårten Crusebjörn och landshövdingen Lars Eldstierna, Anna Vendela Kyle som var gift med kavallerigeneralen Erik Didrik von Rosen, Hillevi Margareta Kyle (1641–1682) som var gift med ryttmästaren Gustaf Fredrik von Liewen, Elsa Kyle (död före 1697) som var gift med översten Bogislaus von der Pahlen, Christina Kyle (död 1720) som var gift med kaptenen Gustaf Ekegren, Beata Kyle och Claes Kyle (1647–1648). Kyle och von der Lühe skiljde sig 1651.Elisabeth Catharina von der Lühe dömdes jämte Erik Åkesson Soop för äktenskapsbrott
Kyle gifte sig tredje gången med Maria Ribbing. Hon var dotter till landshövdingen Sven Ribbing och Metta Turesdotter Rosengren. De fick tillsammans dottern Hedvig Margareta Kyle som var gift med överstelöjtnanten Per Gabriel Lood i Småland. Efter Kyles död gifte Maria Ribbing om sig med överstelöjtnanten Jakob von Neuman.
Hans Kyle hade 13 barn. Han har med sin första hustru det gemensamma gravmonumentet i Skytteanska gravkapellet (S:t Botvids kor) i Uppsala domkyrka. Den faktiska gravplatsen för Hans Kyle är dock Rasbo kyrka i Uppland.